# Convocazioni all'European Golden League maschile 2022
Elenco dei giocatori convocati per l'European Golden League 2022.

## Belgio
| N° | Nome                | Ruolo | Data di nascita  | Squadra           |
| -- | ------------------- | ----- | ---------------- | ----------------- |
| -  | Emanuele Zanini     | All   | 15 aprile 1965   | Porto Robur Costa |
| 7  | Lennert Van Elsen   | C     | 1º aprile 2001   | Haasrode Leuven   |
| 10 | Mathijs Desmet      | S     | 28 giugno 2000   | Roeselare         |
| 11 | Seppe Van Hoyweghen | P     | 7 ottobre 2000   | Aalst             |
| 12 | Seppe Rotty         | S     | 12 marzo 2001    | Menen             |
| 13 | Elias Thys          | C     | 20 ottobre 1998  | Maaseik           |
| 19 | Simon Peeters       | S     | 28 aprile 1997   | Haasrode Leuven   |
| 20 | Robbe Van de Velde  | S     | 28 ottobre 2002  | Aalst             |
| 21 | Lou Kindt           | O     | 25 maggio 1997   | Menen             |
| 22 | Liam McCluskey      | P     | 16 gennaio 2000  | Orion             |
| 23 | Ferre Reggers       | O     | 18 luglio 2003   | Maaseik           |
| 24 | Bert Dufraing       | L     | 5 settembre 1998 | Haasrode Leuven   |
| 26 | Martin Perin        | L     | 22 novembre 2002 | Maaseik           |
| 30 | Basil Dermaux       | S     | 9 febbraio 2003  | -                 |
| 31 | François Lecat      | S     | 19 aprile 1993   | Roeselare         |

## Croazia
| N° | Nome                  | Ruolo | Data di nascita  | Squadra           |
| -- | --------------------- | ----- | ---------------- | ----------------- |
| -  | Cédric Énard          | All   | 20 marzo 1976    | Charlottenburg    |
| 1  | Petar Višić           | P     | 11 febbraio 1998 | HAOK Mladost      |
| 3  | Stipe Perić           | C     | 7 maggio 1997    | Deja              |
| 4  | Kruno Nikačević       | C     | 11 gennaio 1996  | HAOK Mladost      |
| 5  | Tino Busak-Vidaković  | L     | 30 agosto 2002   | Mursa Osijek      |
| 6  | Bernard Bakonji       | P     | 28 novembre 1997 | HAOK Mladost      |
| 7  | Marko Sedlaček        | S     | 29 luglio 1996   | Galatasaray       |
| 9  | Tino Hanžič           | S     | 24 ottobre 2000  | Libertas Brianza  |
| 10 | Filip Šestan          | S     | 6 giugno 1995    | Arcada Galați     |
| 11 | Petar Đirlić          | O     | 27 maggio 1997   | Top Volley Latina |
| 13 | Hrvoje Pervan         | L     | 8 dicembre 1994  | Mladost Kaštela   |
| 14 | Tomislav Mitrašinović | O     | 14 febbraio 2000 | Cambrai           |
| 17 | Ivan Mihalj           | C     | 23 novembre 1990 | Kīfisia           |
| 18 | Stanko Stanković      | S     | 10 luglio 1987   | Mursa Osijek      |
| 19 | Ivan Zeljković        | S     | 31 agosto 1994   | HAOK Mladost      |

## Danimarca
| N° | Nome               | Ruolo | Data di nascita  | Squadra           |
| -- | ------------------ | ----- | ---------------- | ----------------- |
| -  | Thomas Bertelsen   | All   | 15 ottobre 1971  | Aalborg           |
| 1  | Nikolaj Hjorth     | S     | 13 marzo 1998    | Middelfart        |
| 3  | Jens Feldthus      | S     | 10 maggio 1998   | NJIT              |
| 4  | Simon Andersen     | C     | 20 aprile 1997   | Menen             |
| 5  | Joachim Hesselholt | C     | 5 novembre 2001  | Marienlyst        |
| 8  | Axel Jacobsen      | P     | 10 luglio 1984   | Panathīnaïkos     |
| 11 | Mikkel Hoff        | P     | 15 ottobre 2001  | Orion             |
| 12 | Kalle Madsen       | S     | 15 aprile 2002   | Vestsjælland      |
| 13 | Tobias Kjær        | S     | 17 luglio 1998   | VDK Gent          |
| 15 | Simon Uhrenholt    | O     | 17 giugno 2004   | Ikast             |
| 17 | Rasmus Nielsen     | O     | 22 maggio 1994   | M&G               |
| 18 | Rasmus Mikelsons   | C     | 2 maggio 1998    | Gentofte          |
| 19 | Jacob Hübner       | L     | 4 marzo 2001     | Hvidovre          |
| 20 | Ulrik Dahl         | O     | 18 novembre 2000 | Team Volley       |
| 22 | Oskar Madsen       | S     | 17 gennaio 2000  | Spacer's Toulouse |

## Estonia
| N° | Nome             | Ruolo | Data di nascita   | Squadra               |
| -- | ---------------- | ----- | ----------------- | --------------------- |
| -  | Fabio Soli       | All   | 28 settembre 1979 | Top Volley Latina     |
| 1  | Henri Treial     | C     | 28 maggio 1992    | Maaseik               |
| 2  | Renet Vanker     | P     | 22 settembre 1998 | Maaseik               |
| 6  | Martti Juhkami   | S     | 6 giugno 1988     | Tartu                 |
| 8  | Märt Tammearu    | S     | 17 marzo 2001     | Roeselare             |
| 10 | Silver Maar      | L     | 11 febbraio 1999  | Pärnu                 |
| 13 | Johan Vahter     | L     | 19 novembre 1995  | Fréjus                |
| 16 | Robert Viiber    | P     | 31 gennaio 1997   | Grand Nancy           |
| 17 | Timo Tammemaa    | C     | 18 novembre 1991  | Asseco Resovia        |
| 18 | Alex Saaremaa    | C     | 18 dicembre 2000  | Tartu                 |
| 20 | Mart Naaber      | C     | 15 dicembre 1992  | Duo                   |
| 21 | Stefan Kaibald   | S     | 19 maggio 1997    | Netzhoppers           |
| 22 | Markkus Keel     | P     | 18 agosto 1995    | Foolad Sirjan Iranian |
| 23 | Aleksander Eerma | P     | 3 agosto 1965     | Tartu                 |
| 24 | Albert Hurt      | S     | 22 aprile 1999    | Tartu                 |
| 25 | Valentin Kordas  | O     | 31 dicembre 1998  | Tartu                 |
| 26 | Kevin Saar       | S     | 15 gennaio 1995   | TalTech               |
| 27 | Markus Uuskari   | O     | 22 aprile 1997    | Pärnu                 |
| 28 | Timo Lõhmus      | S     | 30 maggio 2001    | Duo                   |
| 32 | Mihkel Varblane  | C     | 12 dicembre 1999  | Duo                   |

## Lettonia
| N° | Nome                 | Ruolo | Data di nascita   | Squadra            |
| -- | -------------------- | ----- | ----------------- | ------------------ |
| -  | Andrzej Zahorski     | All   | -                 | -                  |
| 2  | Kaspars Kronbergs    | L     | 24 aprile 2004    | Biolars Jelgava    |
| 4  | Toms Svans           | C     | 2 agosto 1993     | Pärnu              |
| 5  | Jānis Medenis        | S     | 26 ottobre 2000   | Jēkabpils Lūši     |
| 7  | Romāns Saušs         | S     | 27 giugno 1989    | Giesen             |
| 8  | Kristaps Šmits       | S     | 31 marzo 1998     | Police             |
| 11 | Deniss Petrovs       | P     | 31 agosto 1986    | Nižnij Novgorod    |
| 13 | Edvīns Skrūders      | P     | 13 novembre 1997  | Olimpia Bucarest   |
| 14 | Gustavs Freimanis    | C     | 22 settembre 2002 | Prisma Taranto     |
| 15 | Oļegs Klopovs        | C     | 24 giugno 2000    | RTU Robežsardze    |
| 16 | Kristaps Platačs     | O     | 28 settembre 1999 | Kladno             |
| 17 | Atvars Ozoliņš       | S     | 17 dicembre 1998  | Fréjus             |
| 18 | Patriks Pinka        | S     | 26 febbraio 2001  | RTU Robežsardze    |
| 19 | Kristers Dardzāns    | S     | 9 ottobre 2001    | Sir Safety Perugia |
| 20 | Roberts Kļaviņš      | S     | 9 marzo 2000      | RTU Robežsardze    |
| 21 | Vladislavs Blumbergs | C     | 27 dicembre 1999  | Jēkabpils Lūši     |
| 22 | Renārs Jansons       | C     | 17 maggio 2000    | Aalst              |

## Portogallo
| N° | Nome               | Ruolo | Data di nascita   | Squadra           |
| -- | ------------------ | ----- | ----------------- | ----------------- |
| -  | João José          | All   | 7 giugno 1978     | -                 |
| 1  | Miguel Sinfrónio   | C     | 18 marzo 1999     | Leixões           |
| 2  | Gil Pereira        | L     | 21 febbraio 1995  | Sporting Lisbona  |
| 4  | Filip Cvetićanin   | C     | 19 giugno 1996    | Cannes            |
| 5  | André Marques      | S     | 10 aprile 2000    | Castêlo da Maia   |
| 6  | Alexandre Ferreira | S     | 13 novembre 1991  | Woori WON         |
| 7  | Ivo Casas          | L     | 21 settembre 1992 | Benfica           |
| 8  | Tiago Violas       | P     | 27 marzo 1989     | Benfica           |
| 9  | Marco Ferreira     | O     | 4 ottobre 1987    | Gwardia Wrocław   |
| 10 | Phelipe Martins    | C     | 2 marzo 1991      | Viana             |
| 11 | Bruno Cunha        | O     | 18 agosto 1997    | Fonte do Bastardo |
| 12 | Lourenço Martins   | S     | 30 aprile 1997    | Saint-Nazaire     |
| 15 | Miguel Tavares     | P     | 2 marzo 1993      | Warta Zawiercie   |
| 16 | Tiago Pereira      | S     | 15 settembre 1991 | Sporting Lisbona  |
| 18 | Rafael Santos      | O     | 18 marzo 2001     | -                 |

## Rep. Ceca
| N° | Nome              | Ruolo | Data di nascita  | Squadra          |
| -- | ----------------- | ----- | ---------------- | ---------------- |
| -  | Jiří Novák        | All   | 19 novembre 1974 | Karlovarsko      |
| 1  | Milan Moník       | L     | 15 marzo 1988    | Lvi Praha        |
| 3  | Daniel Pfeffer    | L     | 27 aprile 1990   | Karlovarsko      |
| 4  | Ondřej Piskáček   | P     | 23 gennaio 1999  | České Budějovice |
| 5  | Adam Zajíček      | C     | 25 febbraio 1993 | Karlovarsko      |
| 7  | Lukáš Trojanowicz | C     | 4 luglio 2000    | Příbram          |
| 11 | Petr Šulista      | S     | 29 aprile 1993   | Dar Kulaib       |
| 12 | Martin Licek      | S     | 5 gennaio 1995   | České Budějovice |
| 13 | Jan Galabov       | S     | 12 giugno 1996   | Visła Bydgoszcz  |
| 14 | Daniel Čech       | S     | 6 aprile 1996    | Lvi Praha        |
| 16 | Jiří Srb          | P     | 10 giugno 2000   | Ústí nad Labem   |
| 17 | Marek Šotola      | O     | 5 novembre 1999  | Charlottenburg   |
| 18 | Jakub Janouch     | P     | 13 giugno 1990   | Lvi Praha        |
| 19 | Luboš Bartůněk    | P     | 24 maggio 1999   | Dukla Liberec    |
| 20 | Petr Spulak       | C     | 1º maggio 2002   | Kladno           |
| 22 | Oliver Sedláček   | C     | 27 aprile 1998   | České Budějovice |
| 23 | Patrik Indra      | O     | 8 dicembre 1997  | Karlovarsko      |
| 25 | Josef Polák       | C     | 11 febbraio 1999 | České Budějovice |

## Slovacchia
| N° | Nome            | Ruolo | Data di nascita   | Squadra             |
| -- | --------------- | ----- | ----------------- | ------------------- |
| -  | Marek Kardoš    | All   | 15 aprile 1974    | -                   |
| 4  | Michal Ščerba   | S     | 19 febbraio 1998  | Prešov              |
| 5  | Marek Mečiar    | S     | 20 novembre 1996  | Frýdek-Místek       |
| 6  | Filip Palgut    | P     | 23 settembre 1991 | Benátky nad Jizerou |
| 9  | Patrik Pokopec  | S     | 23 aprile 1998    | Spartak Myjava      |
| 10 | Filip Mačuha    | C     | 19 luglio 1999    | Spartak Myjava      |
| 11 | Martin Turis    | L     | 27 agosto 1993    | Spartak Komárno     |
| 15 | Samuel Panko    | L     | 8 giugno 2000     | Spartak Myjava      |
| 16 | Jakub Kovač     | C     | 13 maggio 1997    | Savo                |
| 17 | Ján Jendrejčák  | C     | 4 giugno 2000     | Prešov              |
| 18 | Peter Mlynárčik | O     | 29 novembre 1991  | Spartak Komárno     |
| 20 | Erik Gulák      | O     | 10 dicembre 2004  | Slávia Svidník      |
| 21 | Peter Barták    | P     | 27 novembre 1996  | Spartak Myjava      |
| 22 | Július Firkaľ   | S     | 14 gennaio 1998   | Neftohimik          |
| 24 | Michal Zeman    | C     | 10 aprile 2001    | Spartak Myjava      |
| 25 | Lukáš Smolej    | S     | 16 novembre 1998  | Prešov              |

## Spagna
| N° | Nome                 | Ruolo | Data di nascita   | Squadra          |
| -- | -------------------- | ----- | ----------------- | ---------------- |
| -  | Miguel Rivera        | All   | 22 giugno 1984    | Teruel           |
| 1  | Augusto Colito       | O     | 23 gennaio 1997   | Giesen           |
| 3  | Víctor Rodríguez     | S     | 21 settembre 1998 | Grand Nancy      |
| 4  | Juan Manuel González | S     | 11 gennaio 1994   | Almería          |
| 5  | Rubén Lorente        | S     | 2 maggio 1998     | Mende            |
| 6  | Borja Ruiz           | C     | 26 luglio 1992    | Guaguas          |
| 7  | Jordi Ramón          | S     | 9 luglio 1999     | Herrsching       |
| 8  | Unai Larrañaga       | L     | 9 maggio 2000     | Textil           |
| 9  | Alejandro Vigil      | C     | 11 febbraio 1993  | Aalst            |
| 12 | Jean Pascal Diedhiou | C     | 8 ottobre 1993    | Melilla          |
| 15 | José María Giménez   | S     | 1º aprile 1995    | Palma            |
| 18 | Francisco Iribarne   | S     | 13 luglio 1998    | Guaguas          |
| 19 | Martín de Chavarría  | C     | 11 ottobre 2000   | NJIT             |
| 20 | Álvaro Gimeno        | O     | 27 settembre 1999 | Río Duero Soria  |
| 21 | César Martín         | P     | 18 dicembre 1995  | Guaguas          |
| 22 | Mario Dovale         | L     | 1º febbraio 1998  | Emevé            |
| 25 | Víctor Méndez        | C     | 24 gennaio 1997   | Teruel           |
| 77 | Miguel Ángel de Amo  | P     | 16 settembre 1985 | České Budějovice |

## Turchia
| N° | Nome                | Ruolo | Data di nascita   | Squadra        |
| -- | ------------------- | ----- | ----------------- | -------------- |
| -  | Nedim Özbey         | All   | 28 febbraio 1955  | Galatasaray    |
| 1  | Yasin Aydın         | S     | 11 luglio 1995    | Galatasaray    |
| 3  | Oğuzhan Tarakçı     | O     | 23 aprile 1993    | Halkbank       |
| 4  | Marko Matić         | C     | 22 maggio 1995    | Spor Toto      |
| 5  | Burak Güngör        | S     | 28 luglio 1993    | Spor Toto      |
| 6  | Arda Bostan         | P     | 13 gennaio 2002   | Tokat          |
| 7  | Emre Savaş          | C     | 7 marzo 1995      | Galatasaray    |
| 9  | Mirza Lagumdžija    | S     | 18 maggio 2001    | Arkas          |
| 10 | Arslan Ekşi         | P     | 17 luglio 1985    | Ziraat Bankası |
| 11 | Yiğit Gülmezoğlu    | S     | 28 dicembre 1995  | Halkbank       |
| 12 | Adis Lagumdžija     | O     | 29 marzi 1999     | You Energy     |
| 14 | Faik Güneş          | C     | 27 maggio 1993    | Ziraat Bankası |
| 15 | Beytullah Hatipoğlu | L     | 24 febbraio 1992  | Galatasaray    |
| 17 | Murat Yenipazar     | P     | 23 settembre 1993 | Galatasaray    |
| 20 | Efe Bayram          | S     | 1º marzo 2002     | Halkbank       |
| 53 | Volkan Döne         | L     | 19 febbraio 1987  | Halkbank       |
| 66 | Doğukan Ulu         | C     | 30 ottobre 1995   | Galatasaray    |
| 77 | Bedirhan Bülbül     | C     | 29 luglio 1999    | Ziraat Bankası |

## Ucraina
| N° | Nome              | Ruolo | Data di nascita   | Squadra            |
| -- | ----------------- | ----- | ----------------- | ------------------ |
| -  | Uģis Krastiņš     | All   | 16 maggio 1970    | Barkom-Kažany      |
| 1  | Tymofij Polujan   | S     | 10 gennaio 1998   | Sorgun             |
| 2  | Maksym Drozd      | C     | 5 agosto 1991     | Epicentr-Podoljany |
| 4  | Oleh Ševčenko     | S     | 8 gennaio 1993    | Barkom-Kažany      |
| 5  | Oleh Plotnyc'kyj  | S     | 5 giugno 1997     | Sir Safety Perugia |
| 7  | Horden Brova      | L     | 8 aprile 1991     | Epicentr-Podoljany |
| 8  | Andrii Rohozhyn   | C     | 13 luglio 1997    | Epicentr-Podoljany |
| 10 | Jurij Semenjuk    | C     | 12 maggio 1994    | Epicentr-Podoljany |
| 11 | Vladyslav Didenko | P     | 29 settembre 1992 | Epicentr-Podoljany |
| 12 | Denys Fomin       | L     | 21 luglio 1986    | Epicentr-Podoljany |
| 13 | Vasyl' Tupčij     | O     | 13 gennaio 1992   | Barkom-Kažany      |
| 14 | Illja Koval'ov    | S     | 31 agosto 1996    | Saint-Nazaire      |
| 15 | Vitalij Ščytkov   | P     | 25 novembre 1991  | Žytyči             |
| 16 | Vitalii Kucher    | S     | 27 ottobre 1997   | Barkom-Kažany      |
| 19 | Dmytro Kanajev    | L     | 3 ottobre 1997    | Barkom-Kažany      |
| 21 | Evhenii Kisiliuk  | S     | 27 gennaio 1995   | Epicentr-Podoljany |
| 22 | Jurij Synycja     | P     | 22 agosto 1993    | Samotlor           |